# 北海道大學舊札幌農學校昆蟲學及養蠶學教室

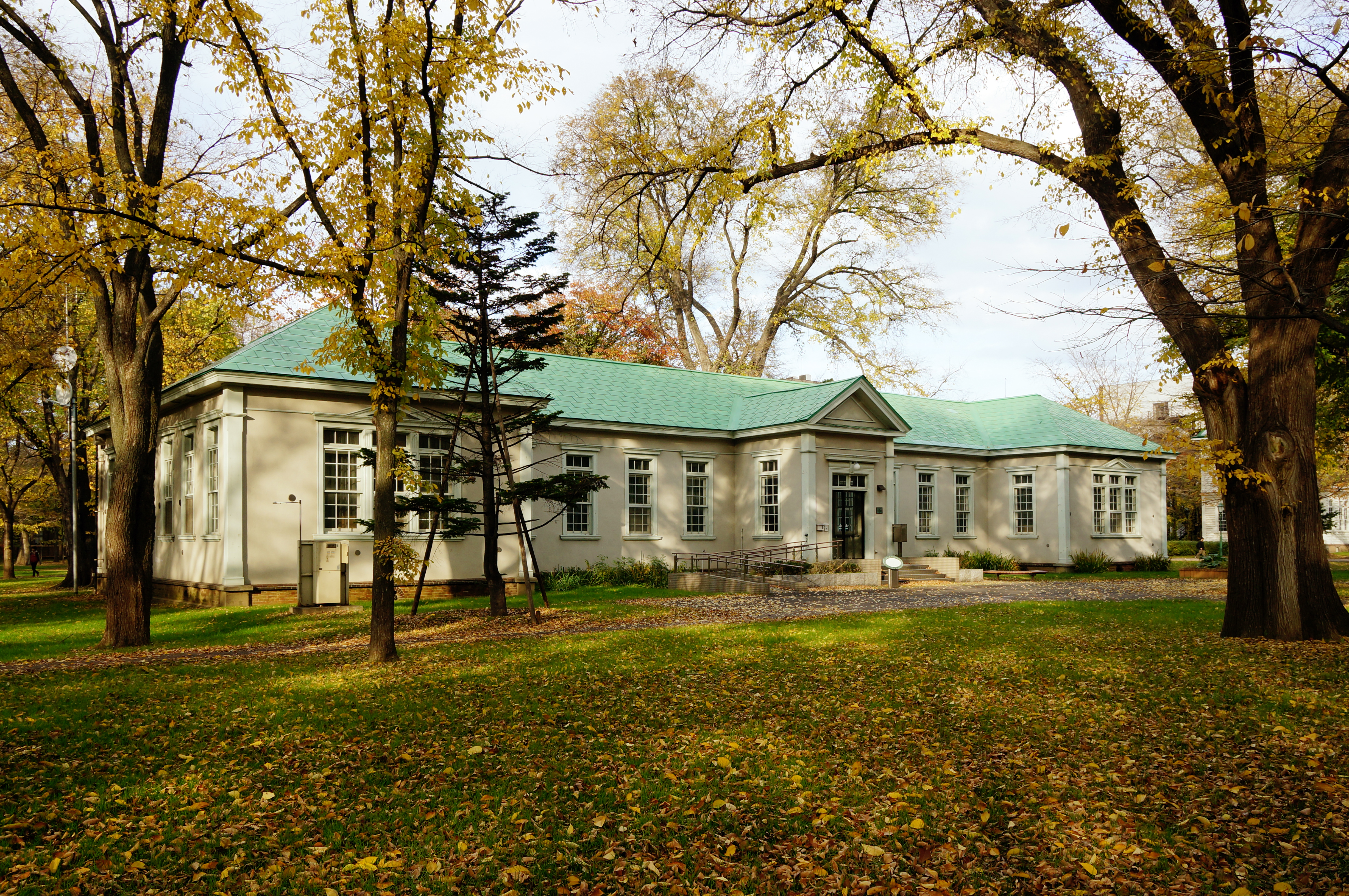
前札幌农学校昆虫学和养蚕学教室

北海道大学前札幌农业大学昆虫学和养蚕学教室 (日语:北海道大学旧札幌農学校昆虫学及養蚕学教室/ほっかいどうだいがく きゅうさっぽろのうがっこう こんちゅうがく および ようさんがくきょうしつ）是存在于北海道札幌市、北海道大学校内的设施。由文部大臣官房札幌建筑出张所，中條精一郎设计的。平成12（2000）年4月28日，被收录进了国登录有形文化财。所在地位于北海道札幌市北区北19条西8丁目。

## 历史
- 在1901年 (明治 34岁)12-竣工[3].
- 在1916年 (大正 5)1月-增建了昆虫飼育室(昆虫学和养蚕学教室西翼的北侧连接)[3].
- 在1927年 (昭和 2)11月-新建了昆虫学標本室[3].
- 在1936年 (昭和11)8月-因为昆虫学关联讲座移动到了农学部本馆，变成了空房间[3].
- 在1937年 (昭和12)10月-成立了北方文化实验室[3].
- 在1990年 (平成2)- 成为了放送大学北海道学习中心[3].
- 在2000年 (平成12)2月-放送大学北海道学习中心迁移了[3].
- 在2000年 (平成12)4月28日-收录进了国登录有形文化财[3].
- 在2003年 (平成15)5月-成为了北海道大学交流广场「榆之森」[3].
- 2010年 (平成22)6月-榆之森迁移了[3].

## 标本室(样本仓库)

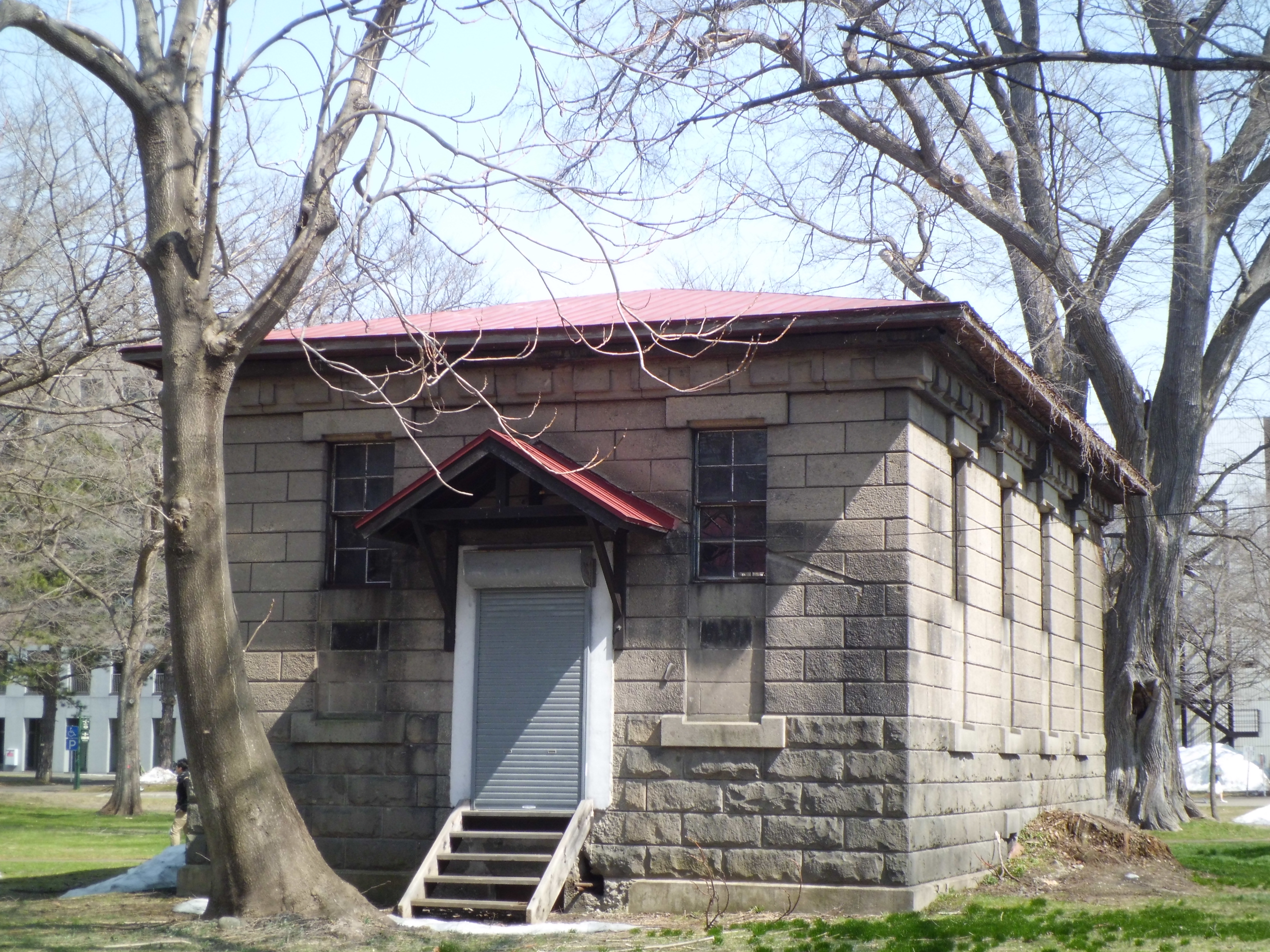
标本室

在昆虫学初代教授松村松年的时代 ，1927年增建了標本室(样本仓库)。为了保护昆虫的标本不受火灾侵害，标本室由札幌软石构成的墙壁，钢筋混凝土作成的地板和天花板、附有防火百叶的窗框等各种不可燃构造建成 .